# David Pisot
David Pisot (* 6. Juli 1987 in Karlsruhe) ist ein ehemaliger deutscher Fußballspieler, der beim SGV Freiberg Fußball als Assistenztrainer unter Vertrag steht.

## Karriere
Pisot spielte in der Jugend beim FC Rot, dem SV Sandhausen, dem Karlsruher SC und seit Juli 2003 beim VfB Stuttgart. Dort wurde er 2004 mit der U-18 und 2005 mit der U-19 Deutscher Meister. Vom Oktober 2006 an spielte er bei der zweiten Mannschaft und wurde dort schnell zum Stammspieler. Im Oktober 2007 wurde Pisot von Armin Veh, dem Cheftrainer der ersten Mannschaft, aufgrund von Personalsorgen in der Defensive in die Profimannschaft befördert. Sein Bundesligadebüt gab er am 20. Oktober 2007 gegen den Hamburger SV, als er in der Startaufstellung stand.
Im November 2007 unterzeichnete Pisot einen bis 2009 datierten Lizenzspielervertrag beim VfB. Am 24. Januar 2008 wurde Pisot bis Ende Juni 2008 an den SC Paderborn 07 verliehen. Nach seiner Rückkehr aus Paderborn spielte Pisot noch ein Jahr für die zweite Mannschaft des VfB Stuttgart. Zur Saison 2009/10 wechselte er zum Zweitligisten FC Ingolstadt 04, für den er insgesamt 76 Spiele absolvierte, in denen er drei Tore erzielte. Im Mai 2012 löste Pisot seinen ursprünglich noch bis 2013 laufenden Vertrag auf und wechselte in die dritte Liga zum VfL Osnabrück. Im April 2014 unterschrieb Pisot einen neuen Dreijahresvertrag beim VfL mit Laufzeit bis zum 30. Juni 2017. Diesen löste er im August 2016 auf und wechselte zum Zweitligisten Würzburger Kickers, wo er einen Vertrag bis 2018 unterzeichnete. Mit Würzburg stieg er 2016 in die 2. Bundesliga auf, am Saisonende jedoch gleich wieder ab.
Nach dem Abstieg der Würzburger in die 3. Liga am Ende der Saison 2016/17 wechselte er ablösefrei zum Mitabsteiger Karlsruher SC, wo er einen Vertrag bis Ende Juni 2019 unterzeichnete. Sein erstes Pflichtspiel für Karlsruhe absolvierte er am 21. Juli 2017, dem 1. Spieltag der Saison 2017/18, beim 2:2 gegen den VfL Osnabrück. Pisot entwickelte sich neben Daniel Gordon zu einem der beiden Stamminnenverteidiger und führte die Mannschaft in der Hinrunde in den meisten der Spiele als Kapitän aufs Feld. Er absolvierte in dieser Saison jedes Ligaspiel und erreichte mit dem KSC am Saisonende die Aufstiegsrelegation, in der man jedoch am FC Erzgebirge Aue scheiterte. In der folgenden Saison 2018/19 verpasste Pisot keine einzige Sekunde der Ligaspiele und führte den KSC als Stamminnenverteidiger und Kapitän zum Aufstieg in die Zweite Bundesliga.
Im Juli 2021 wechselte er ablösefrei zur SpVgg Unterhaching in die Regionalliga Bayern.
Im Sommer 2023 wechselte er in die Regionalliga Südwest zum SGV Freiberg mit dem Ziel, auch nach seiner aktiven Karriere dort eine Aufgabe in der sportlichen Leitung zu übernehmen. Im Sommer 2025 beendete Pisot seine aktive Karriere und wurde beim SGV Freiberg Assistent von Cheftrainer Kushtrim Lushtaku.

## Erfolge
Karlsruher SC
- Aufstieg in die 2. Bundesliga: 2019

SpVgg Unterhaching
- Meister der Regionalliga Bayern und Aufstieg in die 3. Liga: 2023

## Trivia
Pisot wurde als Sohn eines US-Amerikaners und einer Deutschen geboren. Er wuchs in einer Adoptivfamilie auf. Die Fußballspielerin Noemi Gentile ist seine Schwägerin.